# Військова історія Франції

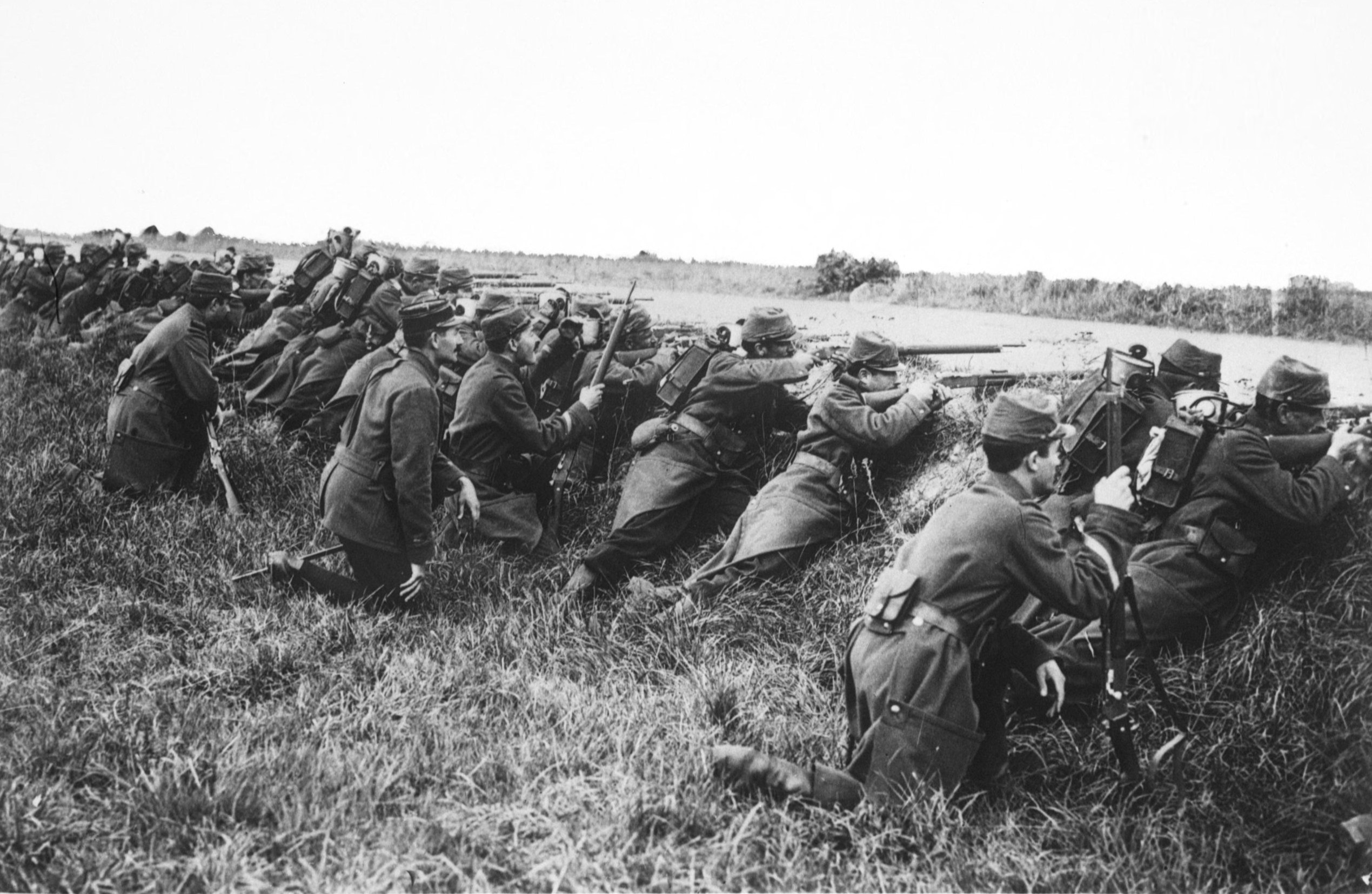
Французькі солдати очікуванні нападу протягом року Перша битва на Марні, 1914

Військова історія Франції включає в себе огляд військових подій та конфліктів за більш, ніж 2 000 років, в межах сучасної Франції, частини Європи та колишніх колоніальних надбань.

## Поява регулярної армії
За часів Карла VII була встановлена перша постійна армія, з постійною регулярною заробітною платою.
З 1792 року, після повалення Старого порядку дореволюційної абсолютномонархічної Франції, армія почала називатися французькою революційною армією. Французькі війська цієї епохи вирізнялися революційним ентузіазмом, але погано оснащених і обмундированих вояків супроводжував змінний військовий успіх: від початкових катастрофічних поразок до видатних перемог під командуванням генералів Моро, Массена і Бонапарта.
За часів Наполеона, французька армія захопила більшу частину Європи під час Наполеонівських війн. У серпні 1914 року, французькі збройні сили нараховували 1 300 000 солдатів. Під час Першої світової війни французькі збройні сили досягли розміру 8 300 000 солдатів, з яких близько 300 000 прийшли з колоній. Під час війни близько 1,4 мільйона солдатів були вбиті. Це був найбільш смертоносний конфлікт в історії Франції. Основні генералів: Жозеф Жоффр, Фердинанд Фош, Шарль Марі Еммануель Манжен, Дежо, Філіпп Петен, Робер Жорж Нівель, Луї Франше д'Еспере, Распай та Моріс Саррай (див. Французька армія у Першій світовій війні).

## Перша світова війна
На початку Першої світової війни, французька армія була одягнена в форму франко-прусської війни зразка 1870 року, зі стандартним головним убором — кепі, що не давали ніякого захисту від ворожого вогню. Однак з початком траншейної війни поранення голови стали серйозною проблемою. Тому в 1915 році був розроблений шолом Адріана, який захищав як від осколків снарядів, так і від шрапнелі (для чого уздовж осі шолома був встановлений гребінь).
Була прийнята уніформа з відлогою синього кольору для окопів і уніформа кольору хакі для іноземного легіону.
У армії застосовували  панцирники Peugeot, танки Рено FT-17.

## Друга світова війна
На початок Другої світової війни, кількість вояків у французькій армії була збільшена до
2 240 000 солдатів, згрупованих у 94 дивізій (20 з яких були активними, а решта 74 складалися з резервістів) від швейцарського кордону до Північного моря. Після 1945 року, незважаючи на величезні зусилля в Першій В'єтнамській війні в 1945–1954 роках і алжирської війни в 1954–1962 роках, обидві країни здобули незалежність від французького контролю.

## Холодна війна
Під час холодної війни, французька армія, хоча і не в складі військової командної структури НАТО, готувалася до оборони Західної Європи.. У 1977 році французька армія перейшла від багатобригадних дивізій до менших дивізій, що складалися з п'яти батальйонів/полків кожна. Після 1977 року II французький корпус знаходився в Південній Німеччині, а також ефективно сформований резерв для Центральної армійської групи НАТО. У вісімдесятих роках двадцятого століття, штаб-квартира III французького корпусу була перенесена в Лілль і почали планувати використати його в підтримці Північна група армій НАТО. Сили швидкого реагування п'яти легких дивізій також призначалися як підкріплення сил НАТО. В кінці сімдесятих була зроблена спроба сформувати 14 легких піхотних дивізій резерву, однак цей план, який включав відновлення сто дев'ятої стрілецької дивізії, був надто амбіційним. З червня 1984 французька армія резерву складалася з 22 військових підрозділів, всі резервні підрозділи в управлінні якійсь області, сім бригад в галузі оборони, 22 спільних (міжармійних) дивізійних полків і 152-ї піхотної дивізії, що захищала місця запуску МБР.

## Перехід до професійної армії
У лютому 1996 року президент Республіки вирішив перейти на професійну службу армії, і як частина змін, що виникли в результаті цього рішення, десять полків були розформовані в 1997 році. Друга бронетанкова дивізія залишила Версаль 1 вересня 1997 року і була розташована в Шалон-ан-Шампань замість розформуваної 10-ї бронетанкової дивізії. 5 березня 1998 з урахуванням поточних структурних змін у французькій армії, міністр оборони вирішив розформувати III корпус, розпуск якого став чинним з 1 липня 1998 року.
Впродовж кінця 1990-х років, під час процесу професіоналізації, чисельність армії скоротилася з 236 000 в 1996 році (132 000 призовників) до приблизно 140 тисяч. Станом на червень 1999 чисельність армії скоротилася до 186,000, у тому числі близько 70,000 призовників строкової служби. 38 з 129 полків було заплановано розпустити в порівнянні з 1997-99. Дев'ять «малих» дивізій попередньої структури і різні бойові бригади і бригади бойового забезпечення були замінені на дев'ять бригад бойових та бойового забезпечення. Сили швидкого реагування, корпуси п'яти невеликих дивізій швидкого реагування, сформовані в 1983 році, були теж розформовані, хоча кілька з їхніх підрозділів були пересформовані повторно.
У 1999 році армія випустила the Код французького солдата, який містить наступні приписи:
| Ліві лапки | (...) Майстер своєї сили, він поважає свого супротивника і обережний, щоб оберігати цивільне населення. Він підкоряється наказам, відповідно до законів, звичаїв війни та міжнародних конвенцій. (...) Він відкритий для світу і суспільства, і поважає відмінності глобальних спільнот. (...) | Праві лапки |